# Stazione meteorologica di Palermo Istituto Castelnuovo
La stazione meteorologica di Palermo Istituto Castelnuovo è la stazione meteorologica di riferimento relativa alla città di Palermo.

## Medie climatiche ufficiali

### Dati climatologici 1971-1986
In base alla media di riferimento (1971-1986), la temperatura media del mese più freddo, gennaio, si attesta a +10,9 °C; quella del mese più caldo, agosto, è di +24,9 °C.
| PALERMO ISTITUTO CASTELNUOVO (1971-1986) | Mesi | Mesi | Mesi | Mesi | Mesi | Mesi | Mesi | Mesi | Mesi | Mesi | Mesi | Mesi | Stagioni | Stagioni | Stagioni | Stagioni | Anno |
| PALERMO ISTITUTO CASTELNUOVO (1971-1986) | Gen  | Feb  | Mar  | Apr  | Mag  | Giu  | Lug  | Ago  | Set  | Ott  | Nov  | Dic  | Inv      | Pri      | Est      | Aut      | Anno |
| ---------------------------------------- | ---- | ---- | ---- | ---- | ---- | ---- | ---- | ---- | ---- | ---- | ---- | ---- | -------- | -------- | -------- | -------- | ---- |
| T. max. media (°C)                       | 15,5 | 15,9 | 17,4 | 19,4 | 23,9 | 27,6 | 30,1 | 30,4 | 27,8 | 23,7 | 19,7 | 16,8 | 16,1     | 20,2     | 29,4     | 23,7     | 22,3 |
| T. min. media (°C)                       | 6,3  | 6,3  | 7,3  | 9,4  | 12,9 | 16,3 | 18,8 | 19,3 | 17,1 | 13,8 | 10,1 | 7,5  | 6,7      | 9,9      | 18,1     | 13,7     | 12,1 |

## Valori estremi

### Temperature estreme mensili dal 1925 al 1986
Nella tabella sottostante sono riportate le temperature massime e minime assolute mensili, stagionali ed annuali dal 1925 al 1986, con il relativo anno in cui si queste si sono registrate. La massima assoluta del periodo esaminato di +45,3 °C risale al luglio 1965, mentre la minima assoluta di -2,5 °C è del febbraio 1967.
| PALERMO ISTITUTO CASTELNUOVO (1925-1986) | Mesi                     | Mesi        | Mesi               | Mesi        | Mesi        | Mesi        | Mesi        | Mesi        | Mesi        | Mesi        | Mesi        | Mesi        | Stagioni | Stagioni | Stagioni | Stagioni | Anno |
| PALERMO ISTITUTO CASTELNUOVO (1925-1986) | Gen                      | Feb         | Mar                | Apr         | Mag         | Giu         | Lug         | Ago         | Set         | Ott         | Nov         | Dic         | Inv      | Pri      | Est      | Aut      | Anno |
| ---------------------------------------- | ------------------------ | ----------- | ------------------ | ----------- | ----------- | ----------- | ----------- | ----------- | ----------- | ----------- | ----------- | ----------- | -------- | -------- | -------- | -------- | ---- |
| T. max. assoluta (°C)                    | 28,0 (1962, 1976 e 1977) | 28,7 (1978) | 35,5 (1952)        | 34,4 (1985) | 36,7 (1960) | 40,8 (1982) | 45,3 (1965) | 42,8 (1965) | 40,2 (1968) | 36,0 (1946) | 32,0 (1972) | 27,7 (1981) | 28,7     | 36,7     | 45,3     | 40,2     | 45,3 |
| T. min. assoluta (°C)                    | −2,1 (1954)              | −2,5 (1967) | −2,4 (1957 e 1963) | −1,5 (1966) | 3,5 (1970)  | 8,0 (1969)  | 11,6 (1970) | 12,8 (1954) | 8,3 (1972)  | 2,2 (1971)  | 0,6 (1955)  | −1,5 (1961) | −2,5     | −2,4     | 8,0      | 0,6      | −2,5 |